# لووکوف (ناحیه ملادا بولسلاف)
لووکوف (به چکی: Loukov) یک روستا و شهرستان جمهوری چک در جمهوری چک است که در ناحیه ملادا بولسلاو واقع شده‌است. لووکوف ۵٫۸۸ کیلومتر مربع مساحت و ۱۶۱ نفر جمعیت دارد و ۲۳۵ متر بالاتر از سطح دریا واقع شده‌است.